# Spravedlivý mezi národy
Spravedlivý mezi národy (hebrejsky: חסיד אומות העולם‎, chasid umot ha-olam) je titul, který stát Izrael uděluje lidem nežidovského původu, kteří za druhé světové války riskovali svůj život při záchraně Židů před holokaustem. Spravedlivý nežidovského původu pochází z hebrejského ger toshav, což je termín, který rabínský judaismus používá pro jinověrce dodržující sedm noachidských přikázání.

## Ocenění
Kneset, izraelský parlament, v roce 1953 zřídil památník obětí a hrdinů holokaustu Jad vašem, jehož hlavním posláním je spravedlivé mezi národy připomínat.
Od roku 1963 je udělováním čestného titulu Spravedlivý mezi národy pověřena Komise pro rozpoznávání spravedlivých, která spadá pod izraelský nejvyšší soud. Komise pečlivě studuje veškerou dokumentaci, včetně svědectví přeživších a očitých svědků, hodnotí okolnosti události a míru rizika, které zachránci podstoupili. Ocenění uděluje na základě daných kritérií, kterými jsou aktivní účast při záchraně Židů před smrtí či deportací do vyhlazovacích táborů, při níž zachránci riskovali svůj život, svobodu nebo postavení, motivací k záchraně nesměla být jakákoliv odměna, nýbrž touha pomoci, a zároveň musí existovat svědectví zachráněných nebo alespoň dokumentace o povaze záchrany a jejích okolnostech.
Jad vašem eviduje více než 10 000 ověřených příběhů záchrany a ocenil 26 973 lidí z 51 zemí. V této činnosti bude pokračovat i nadále, dokud bude dostávat návrhy na ocenění podložené důkazy, které výše uvedená kritéria splňují.
Tento titul byl doposud udělen 26 973 lidem, z toho 118 z České republiky (stav k 1. lednu 2018). Jména českých spravedlivých mezi národy jsou uvedena na pamětní desce umístěné dne 27. ledna 2005 před vchod do Památníku obětí nacismu v Pinkasově synagoze v Praze.
Ocenění se uděluje bez rozdílu společenského postavení. Kromě zástupců z řad obyčejných lidí ho obdrželi i členové různých královských rodin, například princezna Alice z Battenbergu, matka prince Filipa, vévody z Edinburghu, princezna Helena Řecká a Dánská nebo belgická královna Alžběta Gabriela Bavorská. Z významných osobností byl mimo jiné oceněn francouzský filozof Jacques Ellul.
Osoby, které byly za svou pomoc Židům během holokaustu uznány za spravedlivé, obdrží medaili se svým jménem a čestné uznání, jejich jméno je navíc uvedeno na Zdi cti v Zahradě spravedlivých památníku Jad vašem v Jeruzalémě (dříve se na počest spravedlivých vysazovaly stromy, od této tradice však bylo pro nedostatek prostoru upuštěno). Ocenění se uděluje zachráncům nebo jejich nejbližším příbuzným při ceremoniálu konaném v Izraeli, ocenění mohou také převzít v zemi svého pobytu z rukou zástupců izraelské diplomacie. Tato slavnostní předávání probíhají za účasti místních politických představitelů a velkého zájmu médií.
Jad vašem může spravedlivým jako projev uznání za jejich činy udělovat čestná občanství Státu Izrael. Kdokoliv byl uznán za spravedlivého, má právo o udělení čestného občanství památník Jad vašem požádat. Pokud spravedlivý již nežije, o čestné občanství za něj může zažádat jeho nejbližší příbuzný.
Spravedliví, kteří se rozhodli žít v Izraeli, mají nárok na důchod ve výši průměrné mzdy, na bezplatnou zdravotní péči a na finanční pomoc v oblasti bydlení a ošetřovatelské péče.

## Spravedliví v Izraeli
Nejméně 130 nositelů titulu Spravedlivý mezi národy se usadilo v Izraeli. Izraelské úřady je přivítaly a udělily jim izraelské občanství. Od poloviny osmdesátých let mají nárok na zvláštní důchod. Někteří z nich sem přišli po druhé světové válce ještě před založením Státu Izrael a usadili se na území tehdejšího Britského mandátu Palestina, další je následovali krátce po založení Izraele nebo v pozdějších letech. Ti, kteří se zde usídlili dříve, často ovládali hebrejštinu a začlenili se do společnosti.

## Další projevy úcty Spravedlivým
Episkopální církev Spojených států amerických spravedlivým ve svém liturgickém kalendáři vyčlenila sváteční den – 16. červenec.
Dne 15. června 2013 římskokatolická církev beatifikovala italského novináře Odoarda Focheriniho, který byl za napomáhání Židům při útěku deportován do koncentračního tábora, kde v roce 1944 zemřel. Stal se tak prvním spravedlivým, jenž byl blahořečen.
Nositelka titulu Ona Šimaitė, knihovnice z Vilniuské univerzity, jež za války pomohla na svobodu několika Židům z vilniuského ghetta, se dočkala jiného ocenění – od roku 2015 nese její jméno jedna z ulic hlavního litevského města.
Dne 10. května 2012 Evropský parlament vyhlásil Evropský den památky spravedlivých. Tento den připadá na 6. března a připomíná nejen zachránce Židů, ale obecně všechny, kdo se postavili zločinům proti lidskosti a totalitním režimům.

## Nositelé podle zemí
Podle údajů památníku Jad Vašem bylo k 1. lednu 2018 oceněno 26 973 lidí.
| Polsko     | 6863 |
| Nizozemsko | 5669 |
| Francie    | 4056 |
| Ukrajina   | 2619 |
| Belgie     | 1742 |
| Litva      | 893  |
| Maďarsko   | 861  |
| Itálie     | 694  |
| Bělorusko  | 650  |
| Německo    | 616  |
| Slovensko  | 592  |
| Řecko      | 347  |
| Rusko      | 206  |
| Srbsko     | 139  |
| Lotyšsko   | 136  |
| Česko      | 118  |
| Chorvatsko | 117  |

| Rakousko               | 109 |
| Moldavsko              | 79  |
| Albánie                | 75  |
| Norsko                 | 67  |
| Rumunsko               | 65  |
| Švýcarsko              | 49  |
| Bosna a Hercegovina    | 47  |
| Arménie                | 24  |
| Spojené království     | 22  |
| Dánsko*                | 22  |
| Bulharsko              | 20  |
| Slovinsko              | 15  |
| Severní Makedonie      | 10  |
| Švédsko                | 10  |
| Španělsko              | 9   |
| Spojené státy americké | 5   |
| Estonsko               | 3   |

| Portugalsko | 3 |
| Čína        | 2 |
| Brazílie    | 2 |
| Chile       | 2 |
| Peru        | 2 |
| Indonésie   | 2 |
| Vietnam     | 1 |
| Irsko       | 1 |
| Salvador    | 1 |
| Egypt       | 1 |
| Japonsko    | 1 |
| Lucembursko | 1 |
| Turecko     | 1 |
| Gruzie      | 1 |
| Černá Hora  | 1 |
| Kuba        | 1 |
| Ekvádor     | 1 |

### Vrácení medaile
V roce 2014 nositel ocenění Henk Zanoli titul, který mu byl udělen o tři roky dříve, vrátil. Učinil tak v reakci na izraelskou operaci Ochranné ostří, při které během útoku izraelského letectva na Pásmo Gazy zahynulo šest jeho příbuzných. K tomu připojil prohlášení, že kdyby si za těchto okolností ponechal toto ocenění, které mu udělil Stát Izrael, bylo by to urážkou… těch členů jeho rodiny, kteří o čtyři generace později v Gaze přišli o šest svých příbuzných.